# FK Radnički Kovin
FK Radnički Kovin (srpski: ФК Раднички Ковин) srbijanski je nogometni klub iz Kovina, općina Kovin, Južnobanatski okrug, Vojvodina.

U sezoni 2024./25. natječe se u PFL Pančevo, petom rangu srpskog nogometnog sustava.

## O klubu
Klub je osnovan 1904. godine i četvrti je najstariji aktivni klub u Srbiji.
Klub se kvalificirao za Vojvođansku ligu 1975. Proveli su četiri uzastopne sezone u trećem rangu jugoslavenskog nogometa prije ispadanja 1979. godine. Klub se vratio u Vojvođansku ligu 1980. godine, ali je ispao nakon samo jedne sezone. Proveo je još četiri uzastopne sezone u trećoj ligi od 1982. do 1986.
Klub je osvojio Vojvođansku ligu Istok u sezoni 2000./01. i plasirao se u Srpsku ligu Vojvodina. Proveo je jednu sezonu u trećoj ligi, prije nego što je ispao u četvrtu.

## Prvenstva
| Sezona    | Razred | Liga                     | Broj momčadi | Mjesto | Izvor |
| --------- | ------ | ------------------------ | ------------ | ------ | ----- |
| 2008./09. | V.     | PFL Pančevo              | 16           | 4.     | link  |
| 2009./10. | V.     | PFL Pančevo              | 16           | 2.     | link  |
| 2010./11. | V.     | PFL Pančevo              | 16           | 2.     | link  |
| 2011./12. | V.     | PFL Pančevo              | 16           | 1.     | link  |
| 2012./13. | IV.    | Vojvođanska liga "Istok" | 16           | 11.    | link  |
| 2013./14. | IV.    | Vojvođanska liga "Istok" | 16           | 7.     | link  |
| 2014./15. | IV.    | Banatska zona            | 16           | 4.     | link  |
| 2015./16. | IV.    | Banatska zona            | 16           | 12.    | link  |
| 2016./17. | IV.    | Vojvođanska liga "Istok" | 16           | 4.     | link  |
| 2017./18. | IV.    | Vojvođanska liga "Istok" | 16           | 13.    | link  |
| 2018./19. | IV.    | Vojvođanska liga "Istok" | 16           | 16.    | link  |
| 2019./20. | V.     | PFL Pančevo              | 16           | 2.     | link  |
| 2020./21. | IV.    | Vojvođanska liga "Istok" | 17           | 12.    | link  |
| 2021./22. | V.     | PFL Pančevo              | 15           | 1.     | link  |
| 2022./23. | IV.    | Vojvođanska liga "Istok" | 16           | 6.     | link  |
| 2023./24. | IV.    | Vojvođanska liga "Istok" | 16           | 15.    | link  |
| 2024./25. | V.     | PFL Pančevo              | 16           |        | link  |

## Poveznice
- Profil na srbijasport.net